# Insigne voor onderduikers
Het Insigne voor Onderduikers (Frans: Insigne du réfractaire, ook wel Médaille des Réfractaires genoemd), letterlijk staat er "Insigne voor de Werkweigeraars" is een Franse onderscheiding die aan burgers die aan de door de Duitse bezetter verplichte tewerkstelling in Duitsland wisten te ontkomen werd uitgereikt. 
De op 21 oktober 1963 door president Charles de Gaulle ingestelde onderscheiding werd ingesteld om Fransen te eren die zich aan de door de Duitsers opgelegde tewerkstelling in Duitsland hadden weten te onttrekken. Al op 22 augustus 1950 had het Franse parlement bij wet de titel van Réfractaire ingesteld.  Werk weigeren was tijdens de bezetting gevaarlijk en de weigeraars moesten onderduiken. 
De Franse wet spreekt van een insigne, in de spreektaal wordt deze onderscheiding, vanwege de vorm, vaak Médaille des Réfractaires genoemd. 

## Criteria
De medaille werd toegekend aan:
- 1. Personen die de nietig verklaarde Wet van 4 september 1942, het nietig verklaarde Decreet van 19 september 1942, de nietig verklaarde Wet van 16 februari 1943 en de nietig verklaarde Wet van 1 februari 1944 hebben genegeerd en vrijwillig hun bedrijf hebben verlaten om zich aan de verplichte tewerkstelling te onttrekken.
- 2. Personen die aan de razzia's, waarin de onderduikers werden opgespoord en aangehouden, zijn ontsnapt,
- 3. Personen die voor tewerkstelling naar Duitsland werden weggevoerd maar zich, tijdens hun eerste verlof in Frankrijk, aan de tewerkstelling wisten te onttrekken.
- 4. Personen die zonder dat zij opgeroepen werden hun werk verlieten en onderdoken, om zich zo aan verplichte tewerkstelling te onttrekken.
- 5. Personen die door de (Vichy-)Franse of Duitse autoriteiten werden vervolgd vanwege hun weigering om in Duitsland tewerkgesteld te worden.

De door maarschalk Pétain geleide Franse regering in Vichy  had gecollaboreerd met de Duitse bezetter. De genoemde wetten verplichtten de Fransen tot het aannemen van werk in Duitsland. Dit werd de Service du travail obligatoire genoemd. Deze en veel wetten en maatregelen van deze regering werden na de bevrijding ongeldig verklaard. De door deze regering vervolgde werkweigeraars en andere Franse patriotten werden gerehabiliteerd. 
Fransen in de door Duitsland geannexeerde gebieden Elzas en noordelijk Lotharingen kwamen ook voor de titel Réfractaire en dit insigne in aanmerking.

## De medaille
De door M. Hollebecq gegraveerde ronde goudkleurig bronzen medaille heeft een diameter van 36 millimeter. Op de voorzijde is de medaille versierd met een afbeelding van Frankrijk tussen de initialen "RF". In het noorden is een kruis van Lotharingen afgebeeld, in het zuiden een gebroken aambeeld. Het rondschrift luidt "J’AI LIVRE UN BON COMBAT".
Het rondschrift op de verder lege keerzijde luidt "AUX RÉFRACTAIRES GUERRE 1939 - 1945".
De medaille wordt aan een oranje lint met aan beide zijden drie smalle verticale rode strepen op de linkerborst gedragen. 

## Protocol
Wanneer men op uniformen geen modelversierselen draagt is een kleine rechthoekige baton in de kleuren van het lint voorgeschreven. De medaille wordt ook als miniatuur gedragen op bijvoorbeeld een rokkostuum. De wet gaf de dragers van de medaille het recht om het lint ook op burgerkleding te dragen.